# Dominique Ross
(en) Statistiques sur pro-football-reference
Dominique Ross (né le 12 janvier 1972 à Jacksonville) est un joueur américain de football américain évoluant au poste de running back.

## Enfance
Ross fait ses études à la William M. Raines High School de Jacksonville et joue comme running back, devenant l'un des meilleurs joueurs de l'état de Floride.

## Carrière

### Université
Après avoir intégré l'université d'État de Floride, il doit demander son transfert à l'université d'État de Valdosta et joue dans l'équipe de football américain des Blazers de 1992 à 1994. Il s'impose directement au poste de running back et parcourt 732 yards en 1992, 1 030 yards en 1993 et 1 473 yards pour sa dernière saison et devient le deuxième meilleur coureur de l'histoire de Valdosta State.

### Professionnel
Dominique Ross n'est sélectionné par aucune équipe lors de la draft 1995 de la NFL et s'engage avec les Cowboys de Dallas. Malgré sa participation aux matchs de pré-saison, il n'est pas conservé et envoyé dans l'équipe d'entraînement avant de revenir dans l'équipe active de Dallas dans l'escouade spéciale et de remporter le Super Bowl XXX. Après avoir joué un match lors de sa saison de rookie, il joue les deux dernières rencontres de la saison régulière en 1996 après une saison quasiment passée dans la réserve. Non conservé, il signe avec les Buccaneers de Tampa Bay mais il ne reste que le temps de pré-saison, quittant les Buccs en juillet 1997.
En 1999, Ross signe avec les Admirals de Mobile dans la Regional Football League, une nouvelle ligue de football américain se déroulant au printemps. Il retrouve notamment Sherman Williams qu'il a connu chez les Cowboys. Mobile remporte l'unique championnat de cette ligue fermant juste après la finale. Le running back revient dans le jeu en 2002 chez les Tomcats de Jacksonville évoluant en Af2, la ligue de développement de l'Arena Football League, la plus grande ligue de football américain en salle. Ross avoue qu'il accepte le défi pour le beau jeu et dispute la dernière saison des Tomcats avant leur disparition.